# Kościół św. Mateusza Ewangelisty w Dalikowie
Kościół świętego Mateusza Ewangelisty – rzymskokatolicki kościół parafialny należący do parafii pod tym samym wezwaniem (dekanat aleksandrowski archidiecezji łódzkiej).
Jest to świątynia wybudowana w latach 1908-1913 według projektu architekta Apoloniusza Nieniewskiego z Warszawy. Budowla reprezentuje styl neogotycki, posiada trzy nawy i plan krzyża, konsekrowana została w dniu 21 sierpnia 1921 roku przez biskupa Wincentego Tymienieckiego (było to pierwsze poświęcenie kościoła w diecezji)
Do wyposażenia kościoła należą: zabytkowa ambona, ozdobiona rzeźbami czterech Ewangelistów, obraz Matki Bożej Dalikowskiej z Dzieciątkiem a także kropielnica, wykonana w XV wieku, pełniąca obecnie funkcję chrzcielnicy.